# Liste des titres musicaux numéro un au Royaume-Uni en 1989
Cette page liste les titres classés no 1 des ventes de disques au Royaume-Uni pour l'année 1989 selon The Official Charts Company.
Les classements hebdomadaires sont issus des UK Singles Chart et UK Albums Chart. Ils sont dévoilés le dimanche.

## Classement des singles
| №  | Date         | Artiste                                                                              | Titre                                      | Référence |
| -- | ------------ | ------------------------------------------------------------------------------------ | ------------------------------------------ | --------- |
| 1  | 1er janvier  | Kylie Minogue & Jason Donovan                                                        | Especially for You                         |           |
| 2  | 8 janvier    | Kylie Minogue & Jason Donovan                                                        | Especially for You                         |           |
| 3  | 15 janvier   | Kylie Minogue & Jason Donovan                                                        | Especially for You                         |           |
| 4  | 22 janvier   | Marc Almond feat. Gene Pitney                                                        | Something's Gotten Hold of My Heart (en)   |           |
| 5  | 29 janvier   | Marc Almond feat. Gene Pitney                                                        | Something's Gotten Hold of My Heart (en)   |           |
| 6  | 5 février    | Marc Almond feat. Gene Pitney                                                        | Something's Gotten Hold of My Heart (en)   |           |
| 7  | 12 février   | Marc Almond feat. Gene Pitney                                                        | Something's Gotten Hold of My Heart (en)   |           |
| 8  | 19 février   | Simple Minds                                                                         | Belfast Child                              |           |
| 9  | 26 février   | Simple Minds                                                                         | Belfast Child                              |           |
| 10 | 5 mars       | Jason Donovan                                                                        | Too Many Broken Hearts                     |           |
| 11 | 12 mars      | Jason Donovan                                                                        | Too Many Broken Hearts                     |           |
| 12 | 19 mars      | Madonna                                                                              | Like a Prayer                              |           |
| 13 | 26 mars      | Madonna                                                                              | Like a Prayer                              |           |
| 14 | 2 avril      | Madonna                                                                              | Like a Prayer                              |           |
| 15 | 9 avril      | The Bangles                                                                          | Eternal Flame                              |           |
| 16 | 16 avril     | The Bangles                                                                          | Eternal Flame                              |           |
| 17 | 23 avril     | The Bangles                                                                          | Eternal Flame                              |           |
| 18 | 30 avril     | The Bangles                                                                          | Eternal Flame                              |           |
| 19 | 7 mai        | Kylie Minogue                                                                        | Hand on Your Heart                         |           |
| 20 | 14 mai       | Gerry Marsden, Paul McCartney, Holly Johnson, The Christians & Stock Aitken Waterman | Ferry Cross the Mersey                     |           |
| 21 | 21 mai       | Gerry Marsden, Paul McCartney, Holly Johnson, The Christians & Stock Aitken Waterman | Ferry Cross the Mersey                     |           |
| 22 | 28 mai       | Gerry Marsden, Paul McCartney, Holly Johnson, The Christians & Stock Aitken Waterman | Ferry Cross the Mersey                     |           |
| 23 | 4 juin       | Jason Donovan                                                                        | Sealed with a Kiss                         |           |
| 24 | 11 juin      | Jason Donovan                                                                        | Sealed with a Kiss                         |           |
| 25 | 18 juin      | Soul II Soul feat. Caron Wheeler (en)                                                | Back to Life (However Do You Want Me) (en) |           |
| 26 | 25 juin      | Soul II Soul feat. Caron Wheeler (en)                                                | Back to Life (However Do You Want Me) (en) |           |
| 27 | 2 juillet    | Soul II Soul feat. Caron Wheeler (en)                                                | Back to Life (However Do You Want Me) (en) |           |
| 28 | 9 juillet    | Soul II Soul feat. Caron Wheeler (en)                                                | Back to Life (However Do You Want Me) (en) |           |
| 29 | 16 juillet   | Sonia                                                                                | You'll Never Stop Me Loving You            |           |
| 30 | 23 juillet   | Sonia                                                                                | You'll Never Stop Me Loving You            |           |
| 31 | 30 juillet   | Jive Bunny and the Mastermixers                                                      | Swing the Mood                             |           |
| 32 | 6 août       | Jive Bunny and the Mastermixers                                                      | Swing the Mood                             |           |
| 33 | 13 août      | Jive Bunny and the Mastermixers                                                      | Swing the Mood                             |           |
| 34 | 20 août      | Jive Bunny and the Mastermixers                                                      | Swing the Mood                             |           |
| 35 | 27 août      | Jive Bunny and the Mastermixers                                                      | Swing the Mood                             |           |
| 36 | 3 septembre  | Black Box                                                                            | Ride on Time                               |           |
| 37 | 10 septembre | Black Box                                                                            | Ride on Time                               |           |
| 38 | 17 septembre | Black Box                                                                            | Ride on Time                               |           |
| 39 | 24 septembre | Black Box                                                                            | Ride on Time                               |           |
| 40 | 1er octobre  | Black Box                                                                            | Ride on Time                               |           |
| 41 | 8 octobre    | Black Box                                                                            | Ride on Time                               |           |
| 42 | 15 octobre   | Jive Bunny and the Mastermixers                                                      | That's What I Like                         |           |
| 43 | 22 octobre   | Jive Bunny and the Mastermixers                                                      | That's What I Like                         |           |
| 44 | 29 octobre   | Jive Bunny and the Mastermixers                                                      | That's What I Like                         |           |
| 45 | 5 novembre   | Lisa Stansfield                                                                      | All Around the World                       |           |
| 46 | 12 novembre  | Lisa Stansfield                                                                      | All Around the World                       |           |
| 47 | 19 novembre  | New Kids on the Block                                                                | You Got It (The Right Stuff)               |           |
| 48 | 26 novembre  | New Kids on the Block                                                                | You Got It (The Right Stuff)               |           |
| 49 | 3 décembre   | New Kids on the Block                                                                | You Got It (The Right Stuff)               |           |
| 50 | 10 décembre  | Jive Bunny and the Mastermixers                                                      | Let's Party (en)                           |           |
| 51 | 17 décembre  | Band Aid II                                                                          | Do They Know It's Christmas?               |           |
| 52 | 24 décembre  | Band Aid II                                                                          | Do They Know It's Christmas?               |           |
| 53 | 31 décembre  | Band Aid II                                                                          | Do They Know It's Christmas?               |           |

## Classement des albums
| №  | Date         | Artiste                                | Titre                             | Référence |
| -- | ------------ | -------------------------------------- | --------------------------------- | --------- |
| 1  | 1er janvier  | Compilation                            | Now That's What I Call Music XIII |           |
| 2  | 8 janvier    | Erasure                                | The Innocents                     |           |
| 3  | 15 janvier   | Roy Orbison                            | The Legendary Roy Orbison         |           |
| 4  | 22 janvier   | Roy Orbison                            | The Legendary Roy Orbison         |           |
| 5  | 29 janvier   | Roy Orbison                            | The Legendary Roy Orbison         |           |
| 6  | 5 février    | New Order                              | Technique                         |           |
| 7  | 12 février   | Fine Young Cannibals                   | The Raw and the Cooked            |           |
| 8  | 19 février   | Simply Red                             | A New Flame                       |           |
| 9  | 26 février   | Simply Red                             | A New Flame                       |           |
| 10 | 5 mars       | Simply Red                             | A New Flame                       |           |
| 11 | 12 mars      | Simply Red                             | A New Flame                       |           |
| 12 | 19 mars      | Gloria Estefan and Miami Sound Machine | Anything for You                  |           |
| 13 | 26 mars      | Madonna                                | Like a Prayer                     |           |
| 14 | 2 avril      | Madonna                                | Like a Prayer                     |           |
| 15 | 9 avril      | Deacon Blue                            | When the World Knows Your Name    |           |
| 16 | 16 avril     | Deacon Blue                            | When the World Knows Your Name    |           |
| 17 | 23 avril     | Simply Red                             | A New Flame                       |           |
| 18 | 30 avril     | Holly Johnson                          | Blast (en)                        |           |
| 19 | 7 mai        | Simple Minds                           | Street Fighting Years             |           |
| 20 | 14 mai       | Jason Donovan                          | Ten Good Reasons (en)             |           |
| 21 | 21 mai       | Jason Donovan                          | Ten Good Reasons (en)             |           |
| 22 | 28 mai       | Queen                                  | The Miracle                       |           |
| 23 | 4 juin       | Jason Donovan                          | Ten Good Reasons                  |           |
| 24 | 11 juin      | Jason Donovan                          | Ten Good Reasons                  |           |
| 25 | 18 juin      | Paul McCartney                         | Flowers in the Dirt               |           |
| 26 | 25 juin      | Prince                                 | Batman                            |           |
| 27 | 2 juillet    | Transvision Vamp                       | Velveteen                         |           |
| 28 | 9 juillet    | Soul II Soul                           | Club Classics Vol. One            |           |
| 29 | 16 juillet   | Simply Red                             | A New Flame                       |           |
| 30 | 23 juillet   | Simply Red                             | A New Flame                       |           |
| 31 | 30 juillet   | Gloria Estefan                         | Cuts Both Ways (en)               |           |
| 32 | 6 août       | Gloria Estefan                         | Cuts Both Ways (en)               |           |
| 33 | 13 août      | Gloria Estefan                         | Cuts Both Ways (en)               |           |
| 34 | 20 août      | Gloria Estefan                         | Cuts Both Ways (en)               |           |
| 35 | 27 août      | Gloria Estefan                         | Cuts Both Ways (en)               |           |
| 36 | 3 septembre  | Gloria Estefan                         | Cuts Both Ways (en)               |           |
| 37 | 10 septembre | Divers artistes                        | Aspects of Love (en)              |           |
| 38 | 17 septembre | Eurythmics                             | We Too Are One                    |           |
| 39 | 24 septembre | Tina Turner                            | Foreign Affair                    |           |
| 40 | 1er octobre  | Tears for Fears                        | The Seeds of Love                 |           |
| 41 | 8 octobre    | Tracy Chapman                          | Crossroads                        |           |
| 42 | 15 octobre   | Kylie Minogue                          | Enjoy Yourself                    |           |
| 43 | 22 octobre   | Erasure                                | Wild!                             |           |
| 44 | 29 octobre   | Erasure                                | Wild!                             |           |
| 45 | 5 novembre   | Chris Rea                              | The Road to Hell                  |           |
| 46 | 12 novembre  | Chris Rea                              | The Road to Hell                  |           |
| 47 | 19 novembre  | Chris Rea                              | The Road to Hell                  |           |
| 48 | 26 novembre  | Phil Collins                           | ...But Seriously                  |           |
| 49 | 3 décembre   | Phil Collins                           | ...But Seriously                  |           |
| 50 | 10 décembre  | Phil Collins                           | ...But Seriously                  |           |
| 51 | 17 décembre  | Phil Collins                           | ...But Seriously                  |           |
| 52 | 24 décembre  | Phil Collins                           | ...But Seriously                  |           |
| 53 | 31 décembre  | Phil Collins                           | ...But Seriously                  |           |

## Meilleures ventes de l'année
Ride on Time du groupe Black Box occupe la 1re place du classement annuel des singles avec 849 000 exemplaires vendus, suivi par Swing the Mood de Jive Bunny and the Mastermixers qui a trouvé 820 000 acheteurs. Eternal Flame interprétée par le groupe The Bangles est sur la 3e marche du podium avec 491 000 singles écoulés, Too Many Broken Hearts de Jason Donovan arrive 4e avec 450 000 ventes, suivi de Back to Life (However Do You Want Me) (en) par le groupe Soul II Soul en compagnie de Caron Wheeler (en) et ses 447 000 copies vendues.
| Singles | Albums |
| --- | --- |
| 1. Black Box – Ride on Time 2. Jive Bunny and the Mastermixers - Swing the Mood 3. The Bangles – Eternal Flame 4. Jason Donovan - Too Many Broken Hearts 5. Soul II Soul feat. Caron Wheeler - Back to Life (However Do You Want Me) 6. Marc Almond & Gene Pitney - Something's Gotten Hold of My Heart 7. Jive Bunny and the Mastermixers - That's What I Like 8. Technotronic - Pump Up the Jam 9. Band Aid II - Do They Know It's Christmas? 10. Kylie Minogue - Hand on Your Heart | 1. Jason Donovan – Ten Good Reasons (en) 2. Simply Red - A New Flame 3. Phil Collins - ...But Seriously 4. Gloria Estefan and Miami Sound Machine - Anything for You 5. Gloria Estefan - Cuts Both Ways 6. Kylie Minogue - Enjoy Yourself 7. Madonna - Like a Prayer 8. Fine Young Cannibals - The Raw and the Cooked 9. Tina Turner - Foreign Affair 10. Chris Rea - The Road to Hell |